# Alfredo Aracil
Alfredo Aracil (Madrid, 1954) es un compositor español, doctor en Historia del Arte y gestor cultural. Premio Nacional de Música en 2015.

## Trayectoria
Aracil realizó estudios de música en España con Luis de Pablo, Cristóbal Halffter, Tomás Marco, Carmelo Bernaola, Arturo Tamayo, y en Alemania, los Cursos de Verano de Darmstadt, con Mauricio Kagel, Iannis Xenakis, Karlheinz Stockhausen y Christian Wolf. Posee el título de Doctor en Historia del Arte.
En el ámbito de la gestión cultural ha realizado diferentes funciones en Radio Nacional de España, donde fue jefe del Departamento de Producciones Musicales. Ha sido director y coordinador de distintas actividades, como las organizadas para el Festival de Otoño de Madrid, el Museo del Prado, la dirección del Festival Internacional de Música y Danza de Granada, o la presidencia de la sección Española de la ISCM (International Society for Contemporary Music).
Como compositor posee un catálogo de alrededor de setenta obras que incluyen tanto música instrumental como vocal, así como obras inscritas en el contexto dramático. En este último ámbito, ha compuesto dos óperas, Siempre/Todavía: ópera sin voces, con textos e imágenes de Alberto Corazón y Francesca o El infierno de los enamorados, con libreto de Luis Martínez de Merlo, y dos monodramas, ambos a partir de textos de Sanchís Sinesterra, titulados Próspero (1994) y Julieta en la cripta (2009). En 2015, el Ministerio de Educación Cultura y Deporte le concedió el Premio Nacional de Música en la modalidad de composición.

## Obra (Selección)
- Nocturno (1974), guitarra, viola y 2 percusionistas
- Tientos (1976), flauta, clarinete, violín, violonchelo y piano
- Mosaico (1979), celesta y 5 percusionistas
- Punta altiva (El sueño de Icaro) (1983), 5 recitadores, cantaor, coro femenino y pequeña orquesta
- Narciso abatido (1985), flauta y viola
- Cántico (1987), coro y conjunto de cuerda
- Giardino-Notte (1994), orquesta
- Paisaje invisible (1999), orquesta
- Lauda (2005), piano
- Epitafio de Prometeo (2006), orquesta con piano concertante
- Tres piezas breves (2008), piano
- Nubes (2010), piano con flauta, clarinete, violín, violonchelo y percusión
- Sonatas (2013), orquesta
- Præludium (2015), violonchelo
- Paisaje con espejos (2016), flauta, clarinete, violín, viola, violonchelo y piano

## Publicaciones (Selección)
- El siglo XX. Entre la muerte del arte y el arte moderno (coautoría con Delfín Rodríguez). Madrid, Istmo (Colección Fundamentos, 80), 1982
- Música sobre máquinas y máquinas musicales, desde Arquímedes a los medios electroacústicos. Madrid, Fund. Juan March (Serie Universitaria, 214), 1984
- Juego y artificio. Autómatas y otras ficciones en la cultura del Renacimiento a la Ilustración. Madrid, Cátedra (Arte. Grandes temas), 1998
- Diccionario de los números. Madrid, Delaire/TF, 2013